# Joe Weider
Joseph Weider, cunoscut cu diminutivul Joe (n. 29 noiembrie 1919, Montreal, Canada – d. 23 martie 2013, Los Angeles, California) a fost fondatorul, împreună cu fratele său mai tânăr Ben, Federației Internaționale a Culturiștilor (IFBB) și creatorul concursurilor Mr. Olympia și Ms. Olympia, cele mai importante titluri din culturismul profesionist. Weider a fost unul din cei mai importanți promotori ai culturismului, fiind legat de toate aspectele acestuia, de la antrenament și alimentație, la organizarea și promovarea de concursuri. Weider a pus bazele diviziei profesioniste din IFBB și nu în ultimul rând, Joe Weider l-a adus în Statele Unite ale Americii pe Arnold Schwarzenegger la sfârșitul anilor '60, oferindu-i acestuia un contract pentru a putea concura și trăi în America. 
Înainte de a înființa IFBB-ul, Weider a publicat primul număr al revistei Your Physique ("Fizicul tău") în 1939. În 1968 numele a fost schimbat în Muscle Builder ("Dezvoltă-ți mușchii"). Numele revistei a fost schimbat din nou în 1982 la Muscle & Fitness, titlu sub care apare și astăzi în peste 20 de țări. Alte reviste publicate de imperiul editorial Weider includ celebra Flex, Shape, Men's Fitness, Living Fit, Prime Health and Fitness, Fit Pregnancy, Cooks și Senior Golfer. În 1983, Weider a fost declarat "Editorul Anului" de Asociația de Carte și Periodice din SUA.
Joe Weider și-a început imperiul publicistic cu suma de 7 dolari la vârsta de 17 ani. În 2003 grupul editorial Weider a fost vândut cu suma de 350 milioane dolari concernului AMI (American Media Inc). A fost unul din primii care au subliniat importanța nutriției în culturism, a introdus o linie superioară de aparate, suplimente nutritive și echipament de culturism și fitness. Weider a primit numeroase distincții pentru activitatea depusă în scopul educării publicului american și nu numai, pentru o viață mai activă și sănătoasă, de la diferite organizații și personalități politice ca Arnold Schwarzenegger și președintele Dwight Eisenhower.
Weider este și autorul mai multor cărți despre culturism, între care: "Bodybuilding: The Weider Approach" (Culturism: metoda Weider, 1981), "Mr. Olympia: The History of Bodybuilding's Greatest Contest" (Mr. Olympia: istoricul celei mai importante competiții de culturism, 1984) și "Joe Weider's Ultimate Bodybuilding" (1989), scrisă în colaborare cu Bill Reynolds.